# Вуличні танці 2
«Вуличні танці 2» (англ. «StreetDance 2») - британський і німецька кінофільм 2012 року.

## Зміст
Вуличний танцюрист Еш прагне реваншу за програш на конкурсі Streetdance і хоче зібрати команду, якій не буде рівних. У пошуках, які закидають його у різні куточки світу, Еш зустрічає дівчину Єву, танцівницю сальси, і закохується в неї. У Єві він бачить своє щастя, свій власний танець, свою перемогу. Та завоювати серце цієї дівчини не так просто. Свобода самовираження і майстерність імпровізації, пристрасть сальси і зухвалість рингу – все це танці, танці, танці – у школах, у клубах, на вулицях Рима, Парижа, Лондона, Нью-Йорка.

## Ролі
| Актор               | Роль        | На русский язык роли дублировали |
| ------------------- | ----------- | -------------------------------- |
| Фальк Хеншел        | Еш          |                                  |
| Софія Бутелла       | Єва         |                                  |
| Джордж Семпсон      | Едді        |                                  |
| Том Конті           | Ману        |                                  |
| Стефані Нгуен       | Стеф        | Вероніка Саркісова               |
| Семюел Ревелл       | «Тіно»      |                                  |
| Брайс Ларьє         | «Скорпіон»  |                                  |
| Елізабетта Ді Карло | «Бам-Бам»   |                                  |
| Ндеі Ма-Селла       | «Кілла»     |                                  |
| Акай Осей-Менсфілд  | «Джуніор»   | Вероніка Саркісова               |
| Кайто Масаї         | «Терабайт»  |                                  |
| Алі «Lilou» Рамдані | Алі         | Михайло Тихонов                  |
| Ніек Траа           | «Легенда»   |                                  |
| Делфін Нгуен        | «Йо-Йо»     |                                  |
| «Flawless»          | «The Surge» |                                  |

Режисер дубляжу - Леонід Белозорович.

## Слогани
- «У два рази більше енергії і пристрасті»

## Музика

### Саундтрек
1. Queen - «We will rock you» (LP & JC remix) (1:02)
2. Angel feat. Wretch 32[en] - «Go in, go hard» (3:43)
3. Jessie J - «Domino» (3:20)
4. Sunday Girl[en] - «High & low» (3:09)
5. Dappy & Brian May - «Rockstar» (3:37)
6. Dionne Bromfield - «Who says you can`t have it all» (3:23)
7. Lloyd Perrin and Jordan Crisp feat. Anwar "Flitstylz" Burton - «Invincible» (3:05)
8. Tyga - «Rack city» (3:06)
9. Bodyrox[en] - «Bow wow wow» (2:13)
10. Nicki Minaj - «Super bass» (3:21)
11. Rizzle Kicks[en] - «Mama do the hump» (3:36)
12. Drake feat. Lil Wayne and Tyga - «The Motto» (3:01)
13. Taio Cruz - «Troublemaker» (3:14)
14. Tinchy Stryder feat. Pixie Lott - «Bright lights» (3:27)
15. Morning Runner[en] - «Burning benches» (4:08)
16. Wretch 32[en] feat. Example - «Unorthodox» (3:05)
17. Incredible Bongo Band[en] - «Apache» (1:13)
18. Chase & Status feat. Clare Maguire - «Midnight caller» (3:39)
19. Dev - «Bass down low» (Static Revenger remix) (3:09)
20. Herve - «Together» (2:37)
21. Skepta - «Hold on» (Original mix) (3:41)
22. Lloyd Perrin and Jordan Crisp - «Baudelaires tango no vox» (2:49)
23. Lloyd Perrin and Jordan Crisp - «Catacombs dance off» (Remix) (4:24)
24. Latin Formation - «Cuba 2012» (DJ Rebel StreetDance 2 remix) (3:56)
25. Los Van Van[en] - «Aqua» (Remix) (3:02)
26. Polluted Mindz - «Ride my beat» (3:33)